# Antoine Coëffier de Ruzé d'Effiat
Pour les autres membres de la famille, voir Famille Ruzé.
Ne pas confondre avec son petit-fils et homonyme Antoine II Coëffier de Ruzé d'Effiat.
Antoine Coëffier de Ruzé d'Effiat, marquis d'Effiat, né à Effiat en 1581 et mort le 27 juillet 1632 à Lutzelstein est un militaire français, maréchal de France.

## Biographie
Antoine Coëffier est le fils de Gilbert Coëffier, seigneur d'Effiat, gentilhomme de la maison du duc d'Anjou (1570), député de l'Anjou aux États de Blois, et de Charlotte Gaultier. Il est le petit-fils du maire de Tours Gilbert Coëffier et le petit-neveu de Martin Ruzé de Beaulieu, mort en 1613, qui avait la charge de grand maître, superintendant et général réformateur sur le fait des mines et minières du royaume de France.
Mathieu Ruzé, sans héritier direct, lègue sa fortune et obtient le transfert de sa charge à Antoine Coëffier, sous réserve que celui-ci porte son nom et prenne ses armes.
En 1616, il est premier écuyer de Louis XIII et entre au Conseil du roi en même temps que le cardinal de Richelieu, qui le fait envoyer en Angleterre en 1624 comme ambassadeur extraordinaire pour négocier le mariage d'Henriette-Marie de France avec le prince de Galles, (depuis Charles Ier d'Angleterre). Il y rencontra à cette occasion le philosophe Francis Bacon.
Grâce à l'appui du cardinal, il devient le 9 juin 1626 surintendant des Finances. Il fait prendre un édit sur les mines de fer, avec pour objectif d'inciter la réouverture des mines abandonnées grâce à une simplification des contraintes administratives qui pesaient sur les exploitants.  
En 1627-1628, lors du siège de La Rochelle, il joue un rôle de tout premier plan. 
En 1629, il est nommé grand maître de l'artillerie de France. La même année, contacté par l'ingénieur hydraulicien Hugues Cosnier, il projette de reprendre les travaux du "canal de Loyre en Seyne" (canal de Briare) qui avaient été interrompus par l'assassinat d'Henri IV en 1610.  
Lors de la campagne d'Italie en 1630, il est dépêché à l'armée, fin juillet, en qualité de lieutenant-général : il se signale aux batailles de Veillane et de Carignan. Il est nommé maréchal de France en janvier 1631. 
En 1632, nommé commandant de l'armée envoyée afin de secourir l'électeur de Trèves, il meurt d'une fièvre inflammatoire en Alsace, à Lützelstein (ou La Petite-Pierre). Son cœur et le corps de son épouse sont inhumés à Chilly.  
Son décès l'empêche de mener à bien le projet du canal de Briare, qui est repris en 1638 par la Compagnie des seigneurs du canal de Loyre en Seyne, et mené à terme en 1642. Le grand ami d'Antoine Coëffier, le cardinal de Richelieu, est même le premier passager illustre à l'emprunter dès son ouverture quand il rentre, malade, de Lyon, où le propre fils d'Antoine Coëffier, Henri, a été décapité à la suite de l'échec de sa conspiration contre le cardinal.  
Antoine a laissé des Mémoires sur les guerres et les affaires du temps, imprimées en 1622.
Il a agrandi et embelli le château d'Effiat, et rebâti le bourg d'Effiat où il a fondé un hospice et un collège d'oratoriens.

### Mariage et descendance
Le marquis d'Effiat avait épousé Marie de Fourcy, fille de Jean de Fourcy, surintendant des Bâtiments. Ils furent les parents de :
- Martin Ruzé (1612-1644), marquis d'Effiat, lieutenant du roi en Auvergne, baptisé le 24 juin 1612 à Saint-Gervais à Paris, marié en 1637 à Elizabeth/Isabelle d'Escoubleau, fille de Charles, marquis d'Alluye en Perche-Gouët. Leur fils sera Antoine II Coëffier de Ruzé, marquis d'Effiat, dernier de cette famille ;
- Marie Ruzé (1614-1633), épouse en premières noces Gaspard d'Alègre, sieur de Beauvoir, en secondes noces Charles de La Porte, duc de la Meilleraye (duché-pairie érigé à Parthenay et Beaulieu), pair et maréchal de France, grand maître de l'artillerie ;
- Charlotte Marie de Ruzé (?-1692), religieuse, fondatrice du monastère de la Croix du Faubourg Saint-Antoine à Paris ;
- Henri Coëffier de Ruzé d'Effiat (1620-1642), marquis de Cinq-Mars, exécuté par décapitation le 22 septembre 1642 ;
- Jean Coëffier dit Jean Ruzé d'Effiat (1622-1698), ecclésiastique.

## Titulature
Marquis d'Effiat, de Longjumeau, de Chilly et baron de Massy : ses trois derniers titres ont été portés par son petit-fils, le duc de la Meilleraye, époux d'Hortense Mancini, une des nièces de Mazarin, et sont aujourd'hui portés par le descendant de Louise d'Aumont (1756-1829), princesse de Monaco par mariage, le prince Albert II de Monaco.

## Armoiries
| Figure | Blasonnement |
|        | De gueules, au chevron fascé-ondé d'argent et d'azur de six pièces, acc. de trois lions d'or. (armes de Mathieu Ruzé, reprises par Antoine Coëffier), |